# Genoa Cricket and Football Club 2018-2019
Questa voce raccoglie le informazioni riguardanti il Genoa Cricket and Football Club nelle competizioni ufficiali della stagione 2018-2019.

## Stagione
L'estate 2018 segna importanti addii in casa rossoblu: Perin viene ceduto alla Juventus, mentre Izzo diviene un calciatore del Torino e Laxalt firma per il Milan. I movimenti in entrata riguardano invece l'arrivo di Federico Marchetti e del polacco Krzysztof Piątek. Quest'ultimo si mette in luce già dall'esordio, dove realizza una quaterna al Lecce in Coppa Italia. In campionato, grazie anche alle reti del suo nuovo attaccante, il Grifone conquista 12 punti fino alla sosta di ottobre. Nonostante i buoni risultati, Ballardini viene esonerato a favore di Jurić; il tecnico croato rimane tuttavia coinvolto in una fase negativa, conoscendo a sua volta l'esonero dopo l'eliminazione in coppa per mano della Virtus Entella. Al suo posto viene chiamato Cesare Prandelli, sotto la cui gestione i liguri terminano il girone di andata al quattordicesimo posto. Il mercato di gennaio priva inoltre la squadra del miglior finalizzatore, allorché Piaţek viene acquistato dal Milan.
Nel girone di ritorno, il Genoa rimane — suo malgrado — invischiato nella lotta per evitare la retrocessione: a pesare sul cammino del Grifone è un rendimento inferiore rispetto alla prima parte di torneo, i continui cambi ogni pochi mesi di gran parte della squadra, cosa che caratterizza il Genoa di Preziosi, e l'errore di cedere Piatek al Milan, nonché le rimonte in classifica di Empoli e Bologna. Il picco stagionale viene toccato a metà marzo, quando la vittoria casalinga su una Juventus ormai indirizzata al titolo interrompe l'imbattibilità dei bianconeri dopo quasi un anno. La squadra rimane comunque a rischio anche nelle settimane successive, in particolare dopo le sconfitte nel derby e contro il Torino. Un'ulteriore sconfitta, contro l'Atalanta alla penultima giornata, fa pendere sui liguri la minaccia della caduta in B dopo aver conseguito solo tre vittorie nel girone di ritorno. Il pericolo viene sventato solamente all'ultimo turno, per effetto di un pari con la Fiorentina: genoani e viola, venutisi a trovare (contro ogni pronostico) nell'identica circostanza, guadagnano la permanenza a scapito dell'Empoli che retrocede in serie cadetta perdendo con l'Inter, con entrambi gli scontri diretti persi appunto contro il Genoa stesso che li condanna. Il Genoa chiude così una stagione caratterizzata dal rischio di retrocedere con 38 punti, di cui solo 12 in trasferta, frutto di solo due vittorie e sei pareggi

## Divise e sponsor
| Casa | Trasferta | Terza divisa | 125 anni giocatori | 125 anni portieri |

## Rosa
Rosa aggiornata al 31 gennaio 2018.
| N. |                               | Ruolo | Calciatore                   |
| -- | ----------------------------- | ----- | ---------------------------- |
| 1  | Italia (bandiera)             | P     | Federico Marchetti           |
| 2  | Argentina (bandiera)          | D     | Nicolás Spolli               |
| 3  | Germania (bandiera)           | D     | Koray Günter                 |
| 4  | Italia (bandiera)             | C     | Domenico Criscito (capitano) |
| 5  | Argentina (bandiera)          | D     | Lisandro López               |
| 8  | Italia (bandiera)             | C     | Rômulo                       |
| 9  | Paraguay (bandiera)           | A     | Antonio Sanabria             |
| 9  | Polonia (bandiera)            | A     | Krzysztof Piątek             |
| 10 | Italia (bandiera)             | A     | Gianluca Lapadula            |
| 11 | Costa d'Avorio (bandiera)     | A     | Christian Kouamé             |
| 13 | Italia (bandiera)             | D     | Giuseppe Pezzella            |
| 14 | Italia (bandiera)             | D     | Davide Biraschi              |
| 15 | Italia (bandiera)             | C     | Luca Mazzitelli              |
| 17 | Argentina (bandiera)          | D     | Cristian Romero              |
| 18 | Argentina (bandiera)          | C     | Esteban Rolón                |
| 19 | Macedonia del Nord (bandiera) | A     | Goran Pandev                 |
| 20 | Danimarca (bandiera)          | C     | Lukas Lerager                |
| 21 | Serbia (bandiera)             | C     | Ivan Radovanović             |

| N. |                                 | Ruolo | Calciatore        |
| -- | ------------------------------- | ----- | ----------------- |
| 22 | Serbia (bandiera)               | C     | Darko Lazović     |
| 23 | Italia (bandiera)               | P     | Alessandro Russo  |
| 24 | Italia (bandiera)               | C     | Daniel Bessa      |
| 25 | Slovenia (bandiera)             | P     | Rok Vodišek       |
| 26 | Italia (bandiera)               | A     | Nicola Dalmonte   |
| 27 | Italia (bandiera)               | C     | Stefano Sturaro   |
| 30 | Brasile (bandiera)              | C     | Sandro            |
| 32 | Portogallo (bandiera)           | C     | Pedro Pereira     |
| 33 | Serbia (bandiera)               | C     | Ivan Lakićević    |
| 39 | Italia (bandiera)               | A     | Andrea Favilli    |
| 40 | Belgio (bandiera)               | C     | Stephane Omeonga  |
| 44 | Portogallo (bandiera)           | C     | Miguel Veloso     |
| 45 | Portogallo (bandiera)           | A     | Iuri Medeiros     |
| 87 | Bosnia ed Erzegovina (bandiera) | D     | Ervin Zukanović   |
| 88 | Svezia (bandiera)               | C     | Oscar Hiljemark   |
| 93 | Brasile (bandiera)              | P     | Jandrei           |
| 97 | Romania (bandiera)              | P     | Ionuț Andrei Radu |

## Calciomercato

### Sessione estiva(dal 1/7 al 17/8)
| Acquisti         | Acquisti           | Acquisti              | Acquisti                                       |
| R.               | Nome               | da                    | Modalità                                       |
| ---------------- | ------------------ | --------------------- | ---------------------------------------------- |
| P                | Andrei Radu        | Inter                 | prestito                                       |
| P                | Federico Marchetti | Lazio                 | svincolato                                     |
| P                | Rok Vodišek        | Olimpia Lubiana       | svincolato                                     |
| D                | Ervin Zukanović    | Roma                  | definitivo (1,2 milioni €)                     |
| D                | Domenico Criscito  | Zenit San Pietroburgo | svincolato                                     |
| D                | Koray Günter       | Galatasaray           | svincolato                                     |
| D                | Ivan Lakićević     | Vojvodina             | svincolato                                     |
| D                | Marcos Curado      | Arsenal Sarandí       | definitivo                                     |
| D                | Cristian Romero    | Belgrano              | definitivo (1,7 milioni €)                     |
| D                | Lisandro López     | Benfica               | prestito                                       |
| C                | Romulo             | Verona                | svincolato                                     |
| C                | Sandro             | Benevento             | definitivo (2,3 milioni €)                     |
| C                | Luca Mazzitelli    | Sassuolo              | prestito (1 milione €)                         |
| C                | Esteban Rolón      | Malaga                | prestito                                       |
| A                | Nicola Dalmonte    | Cesena                | definitivo                                     |
| A                | Christian Kouamé   | Cittadella            | definitivo (5 milioni €)                       |
| A                | Krzysztof Piątek   | KS Cracovia           | definitivo (4,5 milioni €)                     |
| A                | Gianluca Lapadula  | Milan                 | definitivo (11 milioni €)                      |
| A                | Andrea Favilli     | Juventus              | prestito (5 milioni €) con diritto di riscatto |
| Altre operazioni |                    |                       |                                                |
| R.               | Nome               | da                    | Modalità                                       |
| D                | Luigi Carillo      | Pescara               | definitivo                                     |
| D                | Federico Valietti  | Inter                 | definitivo (6 milioni €)                       |
| C                | Lorenzo Callegari  | Paris Saint-Germain   | svincolato                                     |
| A                | Claudio Spinelli   | San Martín (SJ)       | definitivo (3,6 milioni €)                     |

| Cessioni         | Cessioni                | Cessioni              | Cessioni                   |
| R.               | Nome                    | a                     | Modalità                   |
| ---------------- | ----------------------- | --------------------- | -------------------------- |
| P                | Mattia Perin            | Juventus              | definitivo (12 milioni €)  |
| P                | Eugenio Lamanna         | Spezia                | definitivo (300 mila€)     |
| D                | Marcos Curado           | Crotone               | prestito                   |
| D                | Aleandro Rosi           | -                     | svincolato                 |
| D                | Armando Izzo            | Torino                | definitivo (8 milioni €)   |
| D                | Francesco Migliore      | Cremonese             | definitivo (400 mila €)    |
| D                | Francesco Renzetti      | Cremonese             | definitivo (400 mila €)    |
| D                | Loïck Landre            | Nîmes                 | definitivo                 |
| C                | Isaac Cofie             | Sporting Gijón        | fine contratto             |
| C                | Miguel Veloso           | -                     | fine contratto             |
| C                | Diego Laxalt            | Milan                 | definitivo (14 milioni €)  |
| C                | Andrea Beghetto         | Frosinone             | definitivo (1,5 milioni €) |
| C                | Leonardo Morosini       | Brescia               | definitivo (1 milione €)   |
| C                | Luca Rigoni             | Parma                 | svincolato                 |
| C                | Andrea Bertolacci       | Milan                 | fine prestito              |
| C                | Adel Taarabt            | Benfica               | fine prestito              |
| Altre operazioni |                         |                       |                            |
| R.               | Nome                    | a                     | Modalità                   |
| D                | Luigi Carillo           | Pescara               | prestito                   |
| D                | Paolo Ghiglione         | Frosinone             | prestito                   |
| D                | Marco Soprano           | Fermana               | prestito                   |
| D                | Federico Valietti       | Avellino, poi Crotone | prestito                   |
| C                | Riccardo Improta        | Benevento             | definitivo                 |
| C                | Manuel David Milinković | Hull City             | definitivo (300 mila€)     |
| A                | Giuseppe Panico         | Cittadella            | definitivo                 |
| A                | Mario Ierardi           | Südtirol              | prestito                   |
| A                | Claudio Spinelli        | Crotone               | prestito                   |

### Sessione invernale(dal 3/1 al 31/1)
| Acquisti         | Acquisti          | Acquisti     | Acquisti                                                                 |
| R.               | Nome              | da           | Modalità                                                                 |
| ---------------- | ----------------- | ------------ | ------------------------------------------------------------------------ |
| P                | Jandrei           | Chapecoense  | definitivo                                                               |
| D                | Giuseppe Pezzella | Udinese      | prestito con diritto di riscatto (7 milioni €)                           |
| C                | Lukas Lerager     | Bordeaux     | prestito con opzione di riscatto                                         |
| C                | Ivan Radovanović  | Chievo       | definitivo                                                               |
| C                | András Schäfer    | MTK Budapest | definitivo                                                               |
| C                | Stefano Sturaro   | Juventus     | prestito oneroso (1,5 milioni €) con obbligo di riscatto (8,5 milioni €) |
| A                | Antonio Sanabria  | Real Betis   | prestito con diritto di riscatto (20 milioni €)                          |
| Altre operazioni |                   |              |                                                                          |
| R.               | Nome              | da           | Modalità                                                                 |
| A                | Claudio Spinelli  | Crotone      | fine prestito                                                            |

| Cessioni         | Cessioni         | Cessioni           | Cessioni                         |
| R.               | Nome             | a                  | Modalità                         |
| ---------------- | ---------------- | ------------------ | -------------------------------- |
| D                | Nicolás Spolli   | Crotone            | prestito                         |
| C                | Stephane Omeonga | Hibernian          | prestito                         |
| C                | Rômulo           | Lazio              | prestito con diritto di riscatto |
| C                | Sandro           | Udinese            | prestito con obbligo di riscatto |
| A                | Krzysztof Piątek | Milan              | definitivo (35 milioni €)        |
| D                | Lisandro López   | Benfica            | fine prestito                    |
| Altre operazioni |                  |                    |                                  |
| R.               | Nome             | da                 | Modalità                         |
| A                | Claudio Spinelli | Argentinos Juniors | prestito                         |

### Trasferimenti dopo la sessione invernale
| Acquisti | Acquisti | Acquisti | Acquisti |
| R.       | Nome     | a        | Modalità |
| -------- | -------- | -------- | -------- |

| Cessioni | Cessioni      | Cessioni         | Cessioni      |
| R.       | Nome          | a                | Modalità      |
| -------- | ------------- | ---------------- | ------------- |
| C        | Iuri Medeiros | Sporting Lisbona | fine prestito |

## Risultati

### Serie A

#### Girone di andata
| Arbitro: | Pasqua (Tivoli) |

|                            |           |                         |
| Suso 4’ A. Romagnoli 90+1’ | Marcatori | 56’ (aut.) A. Romagnoli |

| Arbitro: | Marinelli (Tivoli) |

|                      |           |            |
| Piątek 6’ Kouamé 18’ | Marcatori | 90+4’ Mráz |

| Arbitro: | Rocchi (Firenze) |

|                                                                       |           |                            |
| Boateng 34’ Lirola 38’ Babacar 41’ Spolli 45+2’ (aut.) G. Ferrari 62’ | Marcatori | 27’, 83’ Piątek 70’ Pandev |

| Arbitro: | Banti (Livorno) |

|            |           |  |
| Piątek 69’ | Marcatori |  |

| Arbitro: | Abisso (Palermo) |

|                                                   |           |            |
| Caicedo 7’ Immobile 23’, 89’ Milinković-Savić 53’ | Marcatori | 46’ Piątek |

| Arbitro: | Pasqua (Tivoli) |

|                       |           |  |
| Piątek 42’ Pandev 53’ | Marcatori |  |

| Arbitro: | Sacchi (Macerata) |

|                  |           |                 |
| Ciano 41’ (rig.) | Marcatori | 33’, 36’ Piątek |

| Arbitro: | Chiffi (Padova) |

|           |           |                                          |
| Piątek 6’ | Marcatori | 16’ L. Rigoni 27’ Siligardi 31’ Ceravolo |

| Arbitro: | La Penna (Roma) |

|                |           |           |
| C. Ronaldo 18’ | Marcatori | 67’ Bessa |

| Arbitro: | Mazzoleni (Bergamo) |

|                              |           |                         |
| Rômulo 32’ (rig.) Romero 67’ | Marcatori | 65’ Lasagna 70’ de Paul |

| Arbitro: | Valeri (Roma) |

|                                                                     |           |  |
| Gagliardini 14’, 49’ Politano 17’ João Mário 90+1’ Nainggolan 90+4’ | Marcatori |  |

| Arbitro: | Abisso (Palermo) |

|            |           |                                     |
| Kouamé 20’ | Marcatori | 62’ Fabián Ruiz 86’ (aut.) Biraschi |

| Arbitro: | Doveri (Roma) |

|                   |           |                 |
| Piątek 17’ (rig.) | Marcatori | 8’ Quagliarella |

| Arbitro: | Mariani (Aprilia) |

|                                    |           |            |
| Ansaldi 45+2’ Belotti 45+5’ (rig.) | Marcatori | 36’ Kouamé |

| Arbitro: | Pasqua (Tivoli) |

|                   |           |             |
| Piątek 38’ (rig.) | Marcatori | 15’ Petagna |

| Arbitro: | Di Bello (Brindisi) |

|                                      |           |                          |
| Fazio 31’ Kluivert 45’ Cristante 59’ | Marcatori | 17’ Piątek 33’ Hiljemark |

| Arbitro: | Doveri (Roma) |

|                                           |           |                      |
| Tolói 45+6’ (aut.) Lazović 66’ Piątek 88’ | Marcatori | 55’ (rig.) D. Zapata |

| Arbitro: | Orsato (Schio) |

|              |           |  |
| Farias 45+3’ | Marcatori |  |

| Genova 29 dicembre 2018, ore 15:00 CET 19ª giornata | Genoa           | 0 – 0 referto | Fiorentina | Stadio Luigi Ferraris\| Arbitro: \| Massa (Imperia) \| |
| Arbitro:                                            | Massa (Imperia) |               |            |                                                        |

#### Girone di ritorno
| Arbitro: | Orsato (Schio) |

|  |           |                     |
|  | Marcatori | 72’ Borini 83’ Suso |

| Arbitro: | La Penna (Roma) |

|                |           |                                     |
| Di Lorenzo 63’ | Marcatori | 18’ Kouamé 69’ Lazović 73’ Sanabria |

| Arbitro: | Manganiello (Pinerolo) |

|              |           |             |
| Sanabria 41’ | Marcatori | 28’ Đuričić |

| Arbitro: | Rocchi (Firenze) |

|            |           |             |
| Destro 18’ | Marcatori | 33’ Lerager |

| Arbitro: | Banti (Livorno) |

|                             |           |            |
| Sanabria 75’ Criscito 90+4’ | Marcatori | 44’ Badelj |

| Verona 24 febbraio 2019, ore 15:00 CET 25ª giornata | Chievo         | 0 – 0 referto | Genoa | Stadio Marcantonio Bentegodi (11 000 spett.)\| Arbitro: \| Volpi (Arezzo) \| |
| Arbitro:                                            | Volpi (Arezzo) |               |       |                                                                              |

| Genova 3 marzo 2019, ore 15:00 CET 26ª giornata | Genoa             | 0 – 0 referto | Frosinone | Stadio Luigi Ferraris (19 920 spett.)\| Arbitro: \| Mariani (Aprilia) \| |
| Arbitro:                                        | Mariani (Aprilia) |               |           |                                                                          |

| Arbitro: | Sacchi (Macerata) |

|           |           |  |
| Kucka 78’ | Marcatori |  |

| Arbitro: | Di Bello (Brindisi) |

|                        |           |  |
| Sturaro 72’ Pandev 81’ | Marcatori |  |

| Arbitro: | Pairetto (Nichelino) |

|                         |           |  |
| Okaka 4’ Mandragora 61’ | Marcatori |  |

| Arbitro: | Mariani (Aprilia) |

|  |           |                                                    |
|  | Marcatori | 15’, 81’ Gagliardini 40’ (rig.) Icardi 54’ Perišić |

| Arbitro: | Pasqua (Tivoli) |

|             |           |               |
| Mertens 34’ | Marcatori | 45+3’ Lazović |

| Arbitro: | Calvarese (Teramo) |

|                                   |           |  |
| Defrel 3’ Quagliarella 53’ (rig.) | Marcatori |  |

| Arbitro: | Doveri (Roma) |

|  |           |             |
|  | Marcatori | 58’ Ansaldi |

| Arbitro: | Massa (Imperia) |

|               |           |              |
| Dal Bello 36’ | Marcatori | 56’ Lapadula |

| Arbitro: | Mazzoleni (Bergamo) |

|              |           |                 |
| Romero 90+1’ | Marcatori | 82’ El Shaarawy |

| Arbitro: | Irrati (Pistoia) |

|                         |           |            |
| Barrow 46’ Castagne 53’ | Marcatori | 89’ Pandev |

| Arbitro: | Valeri (Roma) |

|                     |           |               |
| Criscito 89’ (rig.) | Marcatori | 40’ Pavoletti |

| Firenze 26 maggio 2019, ore 20:30 38ª giornata | Fiorentina     | 0 – 0 referto | Genoa | Stadio Artemio Franchi\| Arbitro: \| Orsato (Schio) \| |
| Arbitro:                                       | Orsato (Schio) |               |       |                                                        |

### Coppa Italia

#### Turni preliminari
| Arbitro: | La Penna (Roma) |

|                         |           |  |
| Piątek 2’, 9’, 19’, 37’ | Marcatori |  |

| Arbitro: | Marini (Roma) |

|                                                               |                      |                                                             |
| Piątek 29’ (rig.), 86’ (rig.) Lapadula 110’ (rig.)            | Marcatori            | 20’, 83’ Icardi 120+2’ Adorján                              |
| Bessa Veloso Sandro Biraschi Piątek Zukanović Rômulo Lapadula | Tiri di rigore 6 – 7 | Mota Nizzetto Baroni Belli Paolucci Di Paola Icardi Adorján |

## Statistiche
Statistiche aggiornate al 26 maggio 2019.

### Statistiche di squadra
| Competizione | Punti | In casa | In casa | In casa | In casa | In trasferta | In trasferta | In trasferta | In trasferta | Totale | Totale | Totale | Totale | Gf | Gs | DR  |
| Competizione | Punti | G       | V       | N       | P       | G            | V            | N            | P            | G      | V      | N      | P      | Gf | Gs | DR  |
| ------------ | ----- | ------- | ------- | ------- | ------- | ------------ | ------------ | ------------ | ------------ | ------ | ------ | ------ | ------ | -- | -- | --- |
| Serie A      | 38    | 19      | 6       | 8       | 5       | 19           | 2            | 6            | 11           | 38     | 8      | 14     | 16     | 39 | 57 | −18 |
| Coppa Italia | -     | 2       | 1       | 1       | 0       | 0            | 0            | 0            | 0            | 2      | 1      | 1      | 0      | 7  | 3  | 4   |
| Totale       | -     | 21      | 7       | 9       | 5       | 19           | 2            | 6            | 11           | 40     | 9      | 15     | 16     | 46 | 60 | −14 |

### Andamento in campionato
| Giornata  | 1  | 2 | 3  | 4 | 5  | 6 | 7 | 8  | 9 | 10 | 11 | 12 | 13 | 14 | 15 | 16 | 17 | 18 | 19 | 20 | 21 | 22 | 23 | 24 | 25 | 26 | 27 | 28 | 29 | 30 | 31 | 32 | 33 | 34 | 35 | 36 | 37 | 38 |
| --------- | -- | - | -- | - | -- | - | - | -- | - | -- | -- | -- | -- | -- | -- | -- | -- | -- | -- | -- | -- | -- | -- | -- | -- | -- | -- | -- | -- | -- | -- | -- | -- | -- | -- | -- | -- | -- |
| Luogo     | T  | C | T  | C | T  | C | T | C  | T | C  | T  | C  | C  | T  | C  | T  | C  | T  | C  | C  | T  | C  | T  | C  | T  | C  | T  | C  | T  | C  | T  | T  | C  | T  | C  | T  | C  | T  |
| Risultato | P  | V | P  | V | P  | V | V | P  | N | N  | P  | P  | N  | P  | N  | P  | V  | P  | N  | P  | V  | N  | N  | V  | N  | N  | P  | V  | P  | P  | N  | P  | P  | N  | N  | P  | N  | N  |
| Posizione | 11 | 9 | 15 | 7 | 11 | 7 | 6 | 11 | 9 | 10 | 12 | 12 | 13 | 14 | 15 | 15 | 13 | 14 | 14 | 14 | 13 | 13 | 13 | 13 | 13 | 13 | 13 | 12 | 12 | 14 | 14 | 15 | 15 | 16 | 16 | 17 | 18 | 17 |

Fonte:  Serie A – Classifiche, su sport.sky.it, Sky Sport. URL consultato il 20 settembre 2018 (archiviato dall'url originale l'11 settembre 2014).
Legenda:

Luogo: C = Casa; T = Trasferta. Risultato: V = Vittoria; N = Pareggio; P = Sconfitta.